# Медейруш, Мария де
Мари́я де Меде́йруш Эште́веш Виктори́ну де Алме́йда (порт. Maria de Medeiros Esteves Victorino de Almeida mɐˈɾiɐ dɨ mɨˈdɐjɾuʃ, 19 августа 1965, Лиссабон) — португальская актриса, кинорежиссёр, сценарист, певица. Обладательница почётного звания «Артист ЮНЕСКО во имя мира».

## Биография
Мать — журналистка, отец — композитор, пианист, дирижёр Антониу де Алмейда. Детство провела в Вене, училась в лицеях Франции, после революции родители вернулись в Португалию. Дебютировала как киноактриса в пятнадцатилетнем возрасте у Жуана Сезара Монтейру. Начала выступать на театральной сцене. В 18 лет переехала в Париж, стала заниматься в Высшей национальной школе театрального искусства. Через два года поступила в Высшую национальную консерваторию драматического искусства, начала играть на сцене столичного театра Атеней. Выступала во Франции и за рубежом в пьесах Кальдерона, Корнеля, Гарсиа Лорки, работала с Хорхе Лавелли и другими режиссёрами.
В кино снималась во Франции у Шанталь Акерман, в США — у Филипа Кауфмана и Квентина Тарантино, в Канаде — у Гая Мэддина и Изабель Койшет, в Португалии — у Мануэла Оливейры, в Испании — у Бигаса Луны и др., играла Сару Бернар, Анаис Нин.
Выступает как певица, записала в 2007 году диск с песнями Шико Буарке и других бразильских композиторов. Живёт во Франции.

## Творчество

### Избранные роли в кино

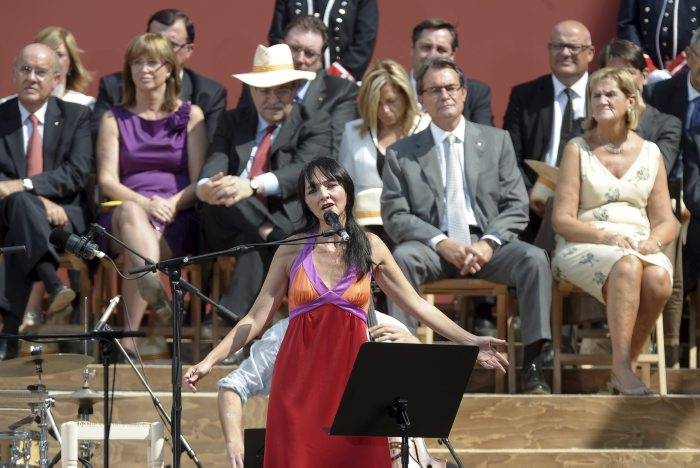
Мария де Медейруш поёт на праздновании Национального дня Каталонии, 2012

- 1982: Silvestre (Жуан Сезар Монтейро)
- 1983: A Estrangeira (Жуан Сезар Монтейро)
- 1984: Париж глазами шести... двадцать лет спустя / Paris vu par… vingt ans après (киноальманах): эпизод Я хочу есть, мне холодно / J’ai faim, j’ai froid (Шанталь Акерман)
- 1990: Генри и Джун / Henry & June (Филип Кауфман)
- 1991: Божественная комедия / A Divina Comédia (Мануэл де Оливейра)
- 1991: Конец детства / A Idade Maior (Тереза Виллаверди)
- 1991: Встреча с Венерой / Meeting Venus (Иштван Сабо)
- 1993: Золотые яйца / Huevos de oro (Бигас Луна)
- 1994: Детектив и смерть / El detective y la muerte (Гонсало Суарес)
- 1994: Криминальное чтиво / Pulp Fiction (Квентин Тарантино)
- 1994: Два брата и сестра/ Três Irmãos (Тереза Виллаверди, премия лучшей актрисе на Венецианском МКФ)
- 1995: Adão e Eva (Жуакин Лейтан, Золотой глобус Португалии лучшей актрисе)
- 1998: Guerra e Liberdade — Castro Alves em São Paulo (Нелсон Перейра дус Сантус)
- 2001: Porto da Minha Infância (Мануэл де Оливейра)
- 2001: Honolulu Baby (Маурицио Никетти)
- 2001: Марсианская одиссея / Stranded (Мария Лидон)
- 2003: Я, Цезарь / Moi César, 10 ans ½, 1m39
- 2003: Моя жизнь без меня / Mi vida sin mí (Изабель Койшет)
- 2003: The Saddest Music in the World (Гай Мэддин)
- 2003: Resto di niente (Антониетта де Лилло, премия лучшей актрисе на КФ Флайяно, Италия, номинация на Давид ди Донателло)
- 2004: A Trip to the Orphanage (Гай Мэддин)
- 2007: Riparo — Anis tra di noi (Марко Пуччони, премия лучшей актрисе на фестивале европейского кино в Лечче, Италия)
- 2008: Мои звёзды прекрасны / Mes stars et moi
- 2009: Рассказчик / O Contador de Histórias (Луис Вильяса)
- 2011: Цыплёнок с черносливом / Poulet aux prunes (Маржан Сатрапи и Венсан Паронно)
- 2012: Я не умер / Je ne suis pas mort (Мехди Бен Аттиа)
- 2012: La bande des Jotas (Марджан Сатрапи)
- 2012: A l'abri de la tempête (Камилла Бротт)
- 2013: Meetings with a Young Poet (Руди Барикелло)
- 2014: Registe (Диана Делл’Эрба, документальный)
- 2014: Les Maîtres du Suspense (Стефан Лапуэнт)
- 2014: Пазолини (Лаура Бетти)
- 2016: 100 метров (Марсель Баррена)

### Режиссёрские работы
Сняла несколько короткометражных фильмов по Беккету, Пессоа, в 2000 году выпустила первую полнометражную картину «Апрельские капитаны» (Большая премия МКФ в Сан-Паулу, португальская премия Золотой глобус и другие награды).

### Дискография
- A Little More Blue (2007)
- Penínsulas & Continentes (2010)

## Признание
Премия «Джини» (1996). Кавалерственная дама Ордена Святого Иакова. Член жюри Каннского МКФ 2007. В феврале 2008 года названа ЮНЕСКО послом мира.